# Хорошавины (Оричевский район)
Хорошавины — деревня в Оричевском районе Кировской области в составе Спас-Талицкого сельского поселения.

## География
Расположена на расстоянии примерно 4 км по прямой на восток-северо-восток от райцентра поселка  Оричи.

## История
Известна с 1678 года как Починок на новоросчисной земле Хорошавин с 11 дворами, в 1764 году (починок Новорасчистной) уже 289 жителей. В 1873 году здесь (починок Новорасчистной или Хорошавины) дворов 16 и жителей 125, в 1905  31 и 180, в 1926 (деревня Хорошавины или Новорасчистной) 37 и 172, в 1950 35 и 110, в 1989 оставалось 12 постоянных жителей. Ныне имеет дачный характер.

## Население
Постоянное население составляло 2 человека (русские 100%) в 2002 году, 0 в 2010. 